# Ruși (okręg Vaslui)
Ruși – wieś w Rumunii, w okręgu Vaslui, w gminie Puiești. W 2011 roku liczyła 408 mieszkańców.